# Chane-je Diw
Chane-je Diw (pers. خانه دیو, spotykane zanglicyzowane zapisy: Khune-ye Div, Khone-ye Div) – stanowisko archeologiczne położone w Iranie, w ostanie Chorasan-e Razawi (historyczna kraina Chorasan). Ulokowane jest na wierzchołku ostrogi skalnej, w paśmie górskim Riwand, w przełomie rzeki o tej samej nazwie.

## Badania archeologiczne
Wykopaliska rozpoczęły się w 2008 roku z ramienia Centrum Archeologii Śródziemnomorskiej UW, Instytutu Archeologii UW oraz Iranian Center for Archaeological Research. Jest to ekspedycja polsko-irańska, którą ze strony polskiej kieruje dr hab. Barbara Kaim z Instytutu Archeologii UW. Badana na stanowisku kamienna struktura to czahar tagh, co w języku perskim oznacza „cztery łuki”, czyli typ obiektu charakterystycznego dla świątynnej i pałacowej architektury okresu sasanidzkiego. Czahar tagh to równoboczna budowla złożona z czterech łuków lub sklepień kolebkowych wspartych na narożnych filarach, centralna część przekryta jest kopułą. Tym samym wewnątrz powstaje pomieszczenie na planie krzyża. 
Obiekt znajduje się około dwa kilometry od osady, której pozostałości zostały zidentyfikowane dzięki badaniom powierzchniowym przeprowadzonym w 2010 roku. Pierwszy sezon badań pozwolił na poznanie planu budowli i potwierdzenie tezy, że jest to czahar tagh. Wejście znajdowało się na jej północno-wschodnim boku i było poprzedzone wąskim korytarzem. Wyposażenie odkryte w głównym pomieszczeniu wskazuje, że mogła być to zoroastryjska świątynia ognia, z uwagi na znaczne zniszczenia nie znaleziono jednak kluczowej instalacji, czyli ołtarza ognia. Zidentyfikowano natomiast fragmenty dużej platformy, które mogą być jego pozostałością. W kolejnych sezonach (2009–2010) wykonano następne sondaże i ustalono fazy chronologiczne, a także zidentyfikowano kolejne obiekty w otoczeniu budowli. Na wschód od niej odkryto wykuty w skale kwadratowy zbiornik służący do przechowywania wody – jego ściany pokryte były gipsowym tynkiem, który poddany został pracom konserwatorskim. Konserwacja objęła również tynki pokrywające schody w obrębie pomieszczenia o nieznanym przeznaczeniu, które przylegało do północno-wschodniego boku budowli.